# 학산역
학산역(鶴山驛)은 경상북도 포항시 북구 학산동에 있었던 동해중부선의 종착역이었다. 일제강점기에 여객업무 및 소화물 취급업무를 수행하다가, 1945년 7월 10일 폐역되었다. 현재는 흔적이 거의 남아있지 않고, 포항시 북구 학산동에 있는 롯데백화점 포항점 자리에 있었던 것으로 추정된다. 현재는 학산역이 있던 곳 주변에 학산로 등의 지명이 남아있다.

## 연혁
- 1919년 6월 25일 : 영업 개시[1]
- 1930년 2월 26일 : 소화물취급 개시[2]
- 1940년 : 이 역에서 흥해역까지 연장공사 착공
- 1945년 7월 10일 : 폐역[3]